# Tanya Acosta
Tanya Acosta (11 de março de 1991) é uma voleibolista profissional argentina.

## Carreira
Tanya Acosta em 2016 representou a Seleção Argentina de Voleibol Feminino nos Jogos Olímpicos de Verão no Rio de Janeiro, que foi 9º colocada.